# Ahmed Mohamed
Ahmed Mohamed, född 7 november 1976, är en svensk friidrottare (hinderlöpare). Han vann SM-guld på 3 000 meter hinder åren 1997 och 1999.

### Fotnoter
1. 1 2 3 4 5 6  Wiger 2006, s. 81.
2. 1 2 3  Wiger 2006, s. 67.
3. 1 2 3  Wiger 2006, s. 171.